# Temesvári Újság
Temesvári Újság – Temesváron, 1909. február 1-je és 1919 decembere között megjelent politikai napilap.

## Szerkesztői, irányzata
Felelős szerkesztői: Schweiger Béla (1913. február 1-től), Martzy Mihály (1914. július 30-tól), Schweiger Béla (1917. május 2-től), Ströbl Ferenc (1917. május 15-től), Réty Imre (1918. augusztustól). Munkatársai: Damó Jenő, Dinnyés Árpád, Schiff Béla. Kiadója a Temesvári Újság Lapvállalat Nyomdája, az Unió, 1913. május 2-től a Csanádegyházmegyei Könyvnyomda.
Keresztényszocialista irányzatú lap volt a csanádi püspökség tulajdonában. 1918 novemberében magába olvasztotta a Délmagyarországi Közlönyt, ezzel hozzájutott annak papírkészletéhez. 1920 nyarán a püspökség a Csanádegyházmegyei Könyvnyomdával együtt eladta.
Testvérlapjai: Die Zeitung (1909–17), Temeswarer Neue Post (1917-től).